# A.S. Atletico Trivento
Associazione Sportiva Dilettanti Atletico Trivento là một câu lạc bộ bóng đá Ý đến từ Trivento, Molise.

## Lịch sử
Câu lạc bộ được thành lập vào năm 1964.

### Eccellenza
Atletico Trvento đã chơi trong một số năm của Eccellenza Molise đến ở vị trí giữa bảng xếp hạng vào cuối mùa. Năm 2006-07 Trivento và Olympia Agnonese là đội thứ hai và là đội đầu tiên thi đấu ở trận đấu cuối cùng. Họ đã thi đấu với nhau và kết thúc với tỷ số 1-1 để Olympia Agnonese được thăng hạng ở Serie D. Trong mùa giải tiếp theo, Trivento đã dẫn đầu mùa giải và cuối cùng đã giành chức vô địch. Trong mùa giải 2007-08 Trivento cũng đã giành được Coppa Italia Eccellenza Molise và lọt vào bán kết tại Coppa Italia Eccellenza, sau khi chiến thắng với Atessa và với Formia ở tứ kết, bị đánh bại bởi Hinterreggio, đội cuối cùng đã giành được Coppa Italia Eccellenza.

### Serie D
Vào mùa hè 2012, nó không kháng cáo việc loại trừ Covisod khỏi Serie D và do đó đã bị loại khỏi hệ thống bóng đá.

## Màu sắc và huy hiệu
Màu sắc chính thức của đội là màu vàng và màu xanh.